# Zwischen Himmel und Erde (1913)
Zwischen Himmel und Erde ist ein deutscher Stummfilm von Otto Rippert aus dem Jahre 1913.

## Handlung
Auf der Spitze eines soeben errichteten Fabrikschornsteins kommt es zwischen dem Ingenieur Olaf und dem heimtückischen Verwalter Erdmann von Erdmannsdorf zu einem Duell auf Leben und Tod. Im Zentrum des Streits steht Inge von Britz, geschiedene Gräfin von Gleichen. Bei der jungen Frau handelt es sich um die Tochter des Fabrikbesitzers. Der Verwalter versucht mit allen Mitteln, Olaf zum Verzicht zu bewegen, doch der denkt gar nicht daran.
Jetzt greift der Verwalter zu heimtückischen Mitteln. Erst lockert er heimlich die Steigeisen im Innern des Schornsteins, dann wirft Erdmann auch noch Seil und Rolle des Aufzugs – die einzige Alternative zum Verlassen des Schornsteins, die jetzt noch bleibt – hinunter. In „berechtigter Notwehr“ überwindet Olaf daraufhin seinen Gegner und lässt eine Botschaft nach unten fallen. In der wird darum gebeten, einen Papierdrachen steigen zu lassen, an dem ein Seil befestigt ist. Mit diesem Seil lässt sich der einfallsreiche Ingenieur im Inneren des Schornsteins herab.

## Produktionsnotizen
Zwischen Himmel und Erde entstand im Sommer 1913 im Continental-Film-Atelier in der Chausseestraße Nr. 123 und lief vermutlich noch im selben Jahr als Dreiakter in den wilhelminischen Kinos an. Bei einer erneuten Zensur am 7. November 1922 erhielt der nunmehr vieraktige Film Jugendverbot.
Das Drehbuch schrieb der damals recht bekannte Schriftsteller Heinrich Lautensack.
Er hatte eine Länge von 1160 Metern in vier Akten, ca. 64 Minuten.